# 1848 Делво
1848 Делво (1848 Delvaux) — астероїд головного поясу, відкритий 18 серпня 1933 року.
Тіссеранів параметр щодо Юпітера — 3,296.